# کوین همدانی
کوین همدانی (به انگلیسی: Kevin Hamedani) نام یک کارگردان ایرانی-آمریکایی است که در سینمای آمریکا فعالیت می کند.

## فیلم‌ها
- (۲۰۰۹) کشتار جمعی زامبی‌ها (ZMD: Zombies of Mass Destruction )
- (۲۰۱۱) جانک (Junk)

## منبع
- "Kevin Hamedani" (به انگلیسی). بانک اطلاعات اینترنتی فیلم‌ها (IMDb). Retrieved 21 February 2011 میلادی. {{cite web}}: Check date values in: |تاریخ بازدید= (help)